# Candice Azzara
Candice Azzara (geboren am 18. Mai 1945 in New York) ist eine US-amerikanische Schauspielerin.

## Leben
Candice Azzara wuchs im New Yorker Stadtteil Brooklyn auf. Ihre Kindheit und Jugendzeit wurde durch eine musikalische Familie geprägt. Während der Vater auf Mundharmonika, Gitarre und Schlagzeug spielte, wurde er gesanglich von seiner Frau und den Kindern begleitet. Beeinflusst durch den Film La Strada von Federico Fellini und das Schaffen von Eleonora Duse entschloss sich Azzara dazu, eine Karriere im Bereich der darstellenden Kunst anzustreben. Nach Abschluss der Schule nahm sie ein entsprechendes Studium auf, zu ihren Ausbildern gehörten Lee Strasberg und Gene Frankel.
Zunächst trat sie auf regionalen Bühnen auf, später auch am Broadway. Eine erste kleine Rolle beim Film hatte sie 1969 in der Fernsehserie Heiße Spuren. Gleichzeitig wurde sie regelmäßig für Werbefilme gebucht. Später hatte sie regelmäßige Auftritte in den Fernsehserien Rhoda, Soap, Wer ist hier der Boss? und Caroline in the City. Nachdem sie 1975 von Howard Zieff für Im Herz des Wilden Westens (Hearts of the West) engagiert worden war, begann ihre langjährige Karriere beim Film.
Schließlich zog sich Azzara aus dem Filmgeschäft zurück und konzentrierte sich auf Theaterrollen. Mit Stand 2024 tritt sie in einem Theater in Los Angeles und einem in San Diego auf.

## Filmografie (Auswahl)
- 1971: Wer ist Harry Kellerman? (Who Is Harry Kellerman and Why Is He Saying Those Terrible Things About Me?)
- 1971: Der verkehrte Sherlock Holmes (They Might Be Giants)
- 1978: Der größte Liebhaber der Welt (The World’s Greatest Lover)
- 1978: Hausbesuche (House Calls)
- 1984: Monty – Der Millionenerbe (Easy Money)
- 1988: Der neue Sheriff (Mr. Penroy's Vacation)
- 1996: Entfesselte Helden (Unstrung Heroes)
- 2005: In den Schuhen meiner Schwester (In Her Shoes)